# Domenico Paganelli
Stefano Paganelli, meglio conosciuto con il nome di Domenico, (Faenza, 1545 – Faenza, 20 febbraio 1624) è stato un architetto e monaco cristiano italiano appartenente all'Ordine dei domenicani.

## Biografia
Nato a Faenza nel 1545, da Vincenzo Paganelli e Caterina Calderoni, è entrato a far parte dell'ordine domenicano, assumendo il nome di Domenico, nel 1562, e dopo un anno di noviziato si recò all'Università di Bologna per studiare filosofia e teologia ma anche matematica e architettura. Tra il 1567 e il 1582 ha insegnato teologia in diverse città italiane, tra cui Pavia e la stessa Bologna venendo nominato priore in alcune università.
Dopo esser tornato a Faenza nel 1583 viene nominato dal consiglio comunale per realizzare un acquedotto, che sarebbe partito da Errano secondo il progetto del Paganelli. I lavori si interruppero velocemente e il frate partì per Roma, fermandosi anche a Loreto, dove sembra che abbia lavorato al restauro di un altro acquedotto.
Arrivato nel 1585 a Roma, svolse diverse commissioni per varie famiglie nobili, ed in questo periodo partecipò ai lavori di costruzione del Palazzo Valentini, oggi sede della città metropolitana di Roma Capitale (ex provincia di Roma), su commissione del cardinale Michele Bonelli. Dopo l'acquisto delle case circostanti Paganelli ebbe carta bianca per progettare l'impianto con la sua tipica e attuale forma trapezoidale.
Nel 1591 è riportato il completamento del convento della basilica di Santa Sabina, per conto del cardinale Girolamo Bernerio.
Diversi anni dopo, nel 1604, sembra che abbia lavorato alla risistemazione del giardino di villa Belpoggio (o Sciarra) per conto di un certo Marcello Vestri.

## Opere

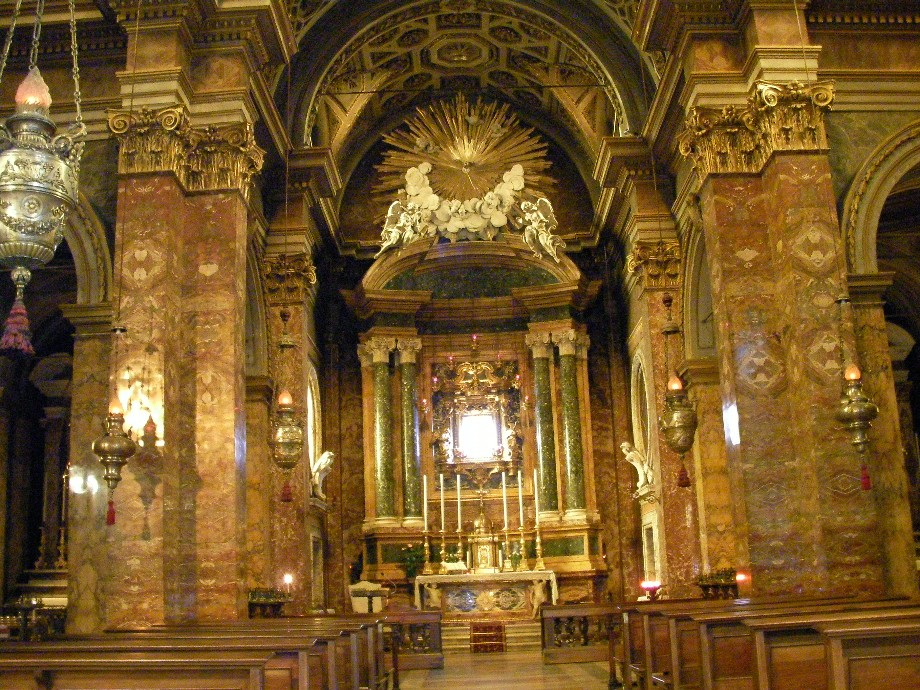
La cappella della Madonna del Fuoco nel Duomo di Forlì

- Castel Bolognese: Monastero della Santissima Trinità (1613-1616)
  - Faenza: Fontana monumentale di Piazza della Libertà (1619-1621)
  - Torre dell'Orologio, in Piazza del Popolo, distrutta dalla Seconda guerra mondiale e poi ricostruita
  - Disegna gli intagli del coro ligneo della Chiesa di San Domenico
- Forlì: Cappella della Madonna del Fuoco nella Cattedrale di Santa Croce (1619-1636)
- Roma: Palazzo Valentini (1583-1585)